# マーチ・87P
マーチ・87P (March 87P) は、マーチ・エンジニアリングが開発したフォーミュラ1カー。1987年のF1世界選手権に投入された。マーチがF1に再参戦するにあたって、フォーミュラ3000マシンを元に暫定的な解決策として設計された。87Pは1987年の開幕戦、ブラジルグランプリの予選に参加したが、決勝はエンジントラブルのため参加できなかった。

## 背景
マーチ・エンジニアリングはビスター・カンパニーを元に、マックス・モズレー、アラン・リース、グラハム・コーカー、ロビン・ハードによって1969年4月に設立された。マーチは当時唯一の市販フォーミュラ1カーメーカーであった。多くのカスタマーチームがマーチ・701およびその後継マシンを購入した。また、ファクトリーチームとしても世界選手権に参戦した。フォーミュラ1での活動は1977年まで続き、その後は活動の場をフォーミュラ2、フォーミュラ3、フォーミュラ3000に移した。80年代半ばに新たに設立されたフォーミュラ3000ではシリーズを支配し、シリーズ初年の1985年にはクリスチャン・ダナーがマーチ・85Bでタイトルを獲得、翌年もイヴァン・カペリがマーチ・86Bでタイトルを獲得した。
いわゆるターボ時代、マーチはフォーミュラ1に関与していなかった。1981年と1982年にマーチの名は再びフォーミュラ1に現れたが、ロビン・ハードと協力してマーチとして参戦したRAMレーシングのプロジェクトは、ハードが個人的に関与し、「マーチ」の名を持つ別組織によるマシン、という事情でマーチ・エンジニアリングと実際には法的な関係は無かった。FISAが1986年10月に、1989年からターボエンジンを禁止することを発表し、マーチは他のマニファクチャラーと同様にF1にステップアップすることを決定した。
マーチ・エンジニアリングはF1参戦のための子会社、マーチ・レーシングを設立したが、実質的にはメインスポンサーであるレイトンハウスから資金が供給された。ゴードン・コパックは1987年シーズン用に、自然吸気エンジンのコスワース DFZに合わせたコンパクトなマシン、マーチ・871を開発していたが、完成が遅れていたためシーズン開幕には使用できなかった。マーチはエントリー時に全戦参加を約束していた。この義務を果たし、欠場の際のペナルティを避けるためにチームは開幕戦用にフォーミュラ3000マシンを改修したマーチ・87Pを発表した。87Pが使用されたのはこのレースのみで、第2戦からは871の準備が整った。マーチ同様に翌年F1に参戦したBMSスクーデリア・イタリアも開幕戦に予定していたマシンを準備できず、フォーミュラ3000用マシンを改修したダラーラ・3087を開幕戦に投入している。

## 開発
マーチ・87Pはゴードン・コパック、ティム・ホロウェイ、アンディ・ブラウンが設計した。その内容はF3000マシンの87BとF1マシンの871の要素を組み合わせた物であった。シャシーは基本的に87Bの物であるが、ボディ及びストラット式サスペンションは871の物と同様であった。F3000用シャシーの使用には燃料タンク容量の制限が影響した。87Pのタンクは小型で、160リッターの87Bの物が使用された。この容量はグランプリの距離には十分でなかった。レース中の給油は禁止されていたため、予め完走を想定していない車であった。
87Pはハイニ・マーダーがチューンした3.5リッターのコスワース DFZが搭載された。エンジンはカバーで覆われず、むき出しのままであった。

## レース戦績
レイトンハウス・マーチ・レーシングチームはブラジルグランプリにイヴァン・カペリを起用して87Pを走らせると発表した。カペリは前年に国際F3000のタイトルを獲得し、以前にティレルおよびAGSからF1に出場していた。
予選でカペリは最も遅いドライバーだった。彼のラップタイム、1:43.58はナイジェル・マンセルがウィリアムズ・FW11Bで記録したポールタイムより17秒も遅かった。カペリはAGSのパスカル・ファブルから4秒遅れの最下位となった。
マーチは決勝には参加しなかった。予選でDFZエンジンはひどく損傷し修理することができなかった。チームは予備のエンジンを持っていなかったため、カペリはスタートすることができなかった。
第2戦サンマリノGPからはマーチ・871が完成し投入されたが、87Pもスペアカーとしてピットに持ち込まれた。第3戦ベルギーGPでは1台しかない871に積まれていたマーダーチューンのDFZエンジンがウォームアップランで壊れてしまったため、スペアカーの87Pでカペリが決勝に出走。しかしこちらもエンジンが壊れリタイアとなった。871の2台目が完成したため、87Pの出番はこのベルギーGP決勝が最後となった。

## F1における全成績
(key) （太字はポールポジション）
| 年     | チーム                   | エンジン             | タイヤ | ドライバー       | 1   | 2   | 3   | 4   | 5   | 6   | 7   | 8   | 9   | 10  | 11  | 12  | 13  | 14  | 15  | 16  | ポイント | 順位 |
| ------ | ------------------------ | -------------------- | ------ | ---------------- | --- | --- | --- | --- | --- | --- | --- | --- | --- | --- | --- | --- | --- | --- | --- | --- | -------- | ---- |
| 1987年 | マーチ・レーシングチーム | コスワース DFZ V8 NA | G      |                  | BRA | SMR | BEL | MON | DET | FRA | GBR | GER | HUN | AUT | ITA | POR | ESP | MEX | JPN | AUS | 1        | 13   |
| 1987年 | マーチ・レーシングチーム | コスワース DFZ V8 NA | G      | イヴァン・カペリ | DNS |     | Ret |     |     |     |     |     |     |     |     |     |     |     |     |     | 1        | 13   |

## 参照
1. 1 2 3 4  Hodges: A–Z of Grand Prix Cars. 2001, S. 147.
2. ↑  Cimarosti: Das Jahrhundert des Rennsports. 1997, S. 369.
3. ↑  Cimarosti: Das Jahrhundert des Rennsports. 1997, S. 377.
4. 1 2  Hodges: Rennwagen von A-Z nach 1945. 1994, S. 167.
5. ↑  Anders als der March 87P war der Dallara 3087 ein reines Formel-3000-Auto, das keinerlei Veränderungen erfahren hatte; es verfügte auch über den 3,0 Liter großen DFV-Achtzylinder, der für die Formel 3000 bestimmt war.
6. 1 2  Ménard: La Grande Encyclopédie de la Formule 1. 2000, S. 387.
7. ↑  Übersicht über die 1987 verwendeten Motoren auf der Internetseite www.forix.autosport.com (abgerufen am 19. April 2013).
8. ↑  クソマーダーと別れの日も近い レイトンハウス日記 広報担当・安川実　F1GPX '87ベルギーGP号 28頁 1987年6月5日発行
9. ↑  順位は後継のマーチ・871の成績も含む。